# Rheinau (Zwitserland)
Rheinau is een gemeente en plaats in het Zwitserse kanton Zürich, en maakt deel uit van het district Andelfingen. Rheinau telt 1285 inwoners.

## Overleden
- Friedrich Ris (1867-1931), arts en entomoloog